# 하논 분화구
하논 분화구(大畓噴火口)는 제주특별자치도 서귀포시에 있는 대한민국 최대의 화산 분화구로, 칼데라 지형이다. 이 분화구는 마르(maar)형 분화구로, 현재 농민들이 농사를 짓는 논이 되어 있다.

## 역사
제주도 서귀포시 호근동 일대의 360여 개의 한라산 오름 중의 하나다. 깊이 약 90m, 동서방향 1.8km, 남북방향 1.3km의 타원형 화산체로 3만∼7만 6000년 이전에 생성된 것으로 추정되고 있다.

## 특징
용암 분출로 생성된 일반적인 화산 분화구와 달리, 마르(maar)형 분화구는 용암이나 화산재 분출 없이 지하 깊은 땅속의 가스 또는 증기가 지각의 틈을 따라 한 군데로 모여 한번에 폭발하여 생성된 분화구를 말한다. 지표면보다 낮게 형성된 화산체로, 산체의 크기에 비해 매우 큰 화구가 특징이다.

## 전해오는 이야기
제주도 서귀포시의 중심에 위치해 있는 지리적 여건과 빼어난 경관 등으로 2002년 분화구에 야구장 건설 계획을 세웠다가 환경단체의 반대로 철회하는 등 각종 난개발로 인한 하논 분화구의 외형 파괴가 심각한 것으로 알려지면서, 2006년 이후 하논 복원을 위한 논의가 진행되고 있다.
특히 분화구의 생성 시기는 5만년 전으로, 그 당시에는 초대형 화구호가 있었으나 500년 전부터 농사를 짓기 시작해 화구호는 사라지고 옛 모습을 볼 수 없게 되었다. 현재 복원을 추진하고 있는데 칼데라(caldera, 화구의 일종으로 화산체가 형성된 후에 대폭발이나 산정부의 함몰에 의해 2차적으로 형성된 분지)의 지름은 1km 이상으로 보고되면서 복원을 하면 제대로 된 화구호가 생길 것으로 내다보고 있다.
하논 분화구는 국내에서는 드문 이탄(泥炭)습지로, 응회환 화산체와 분석구(scoria cone)가 동시에 나타나는 이중화산으로 고기후와 고식생 연구 및 기후 변동예측 연구 등의 최적지로 알려져 있다.
하논 분화구 바닥에는 하루 1,000∼5,000ℓ의 용천수가 분출돼, 500여 년 전부터 벼농사를 짓는 논으로 사용됐다. 하논은 '논이 많다.'는 제주 말로, '큰 논(大沓)'이란 뜻의 '한 논'이 변형된 것으로 추정되고 있다.

## 같이 보기
- 마르
- 산굼부리
- 화구
- 칼데라
- 오름